# همر إتش إكس
همر إتش إكس، (بالإنجليزية: Hummer HX)‏. هو عبارة عن مركبة تتكون من بابين صُنعت للسير على الطرق الوعرة بمفهوم سيارات الدفع الرباعي المدمجة، تم الكشف عنها في معرض أمريكا الشمالية الدولي للسيارات عام 2008 من قبل شركة جنرال موتورز.

## التصميم
كان الهدف من مشروع السيارة ومفهوم همر إتش إكس هو تسويق سيارة هامر ذات العلامات التجارية في قطاعات سوق سيارات الدفع الرباعي الأصغر حجما والأقل سعراً.  بدأ تطوير السيارة، التي يطلق عليها اسم H4،  في عام 2004، وكان النموذج الجديد بحجم جيب رانجلر.
عرض همر إتش إكس في 2008 كسيارة أصغر من همر H2 و H3. وقد تم تزويد محرك V6 سعة 3.6 لتر (220 كو) بمحرك ناقل حركة أوتوماتيكي بست سرعات. و تشاركت همر إتش 3 تي مع هامرز الأخرى لتصميم الجسم على الإطار، مع الأمامية والخلفية ذات تعليق مستقل، بالدفع الرباعي، قرص الفرامل، ودوام كامل الدفع الرباعي.

## انظر ايضًا
- همر
- همر إتش 1
- همر إتش 2
- همر إتش 3
- هامفي
- ايه ام جنرال
- جنرال موتورز
- النمر